# Albert Prosa
Albert Prosa, né le 1er octobre 1990 à Tartu en Estonie, est un footballeur international estonien, qui évolue au poste d'attaquant au TJK Legion.

## Biographie

### Carrière de joueur
Albert Prosa dispute un match en Ligue des champions, et deux matchs en Ligue Europa.

### Carrière internationale
Albert Prosa compte 5 sélections et 1 but avec l'équipe d'Estonie depuis 2011. 
Il est convoqué pour la première fois par le sélectionneur national Tarmo Rüütli pour un match amical contre le Chili le 19 juin 2011 (défaite 4-0). Par la suite, le 6 janvier 2016, il inscrit son premier but en sélection contre la Suède, lors d'un match amical (1-1).

## Palmarès
- Avec le Flora Tallinn
  - Champion d'Estonie en 2015
  - Vainqueur de la Coupe d'Estonie en 2013 et 2016
  - Vainqueur de la Supercoupe d'Estonie en 2012 et 2014
- Avec le FC Infonet Tallinn
  - Vainqueur de la Coupe d'Estonie en 2017
- Avec le Valletta FC
  - Championnat de Malte en 2018